# Siemens Mireo
Siemens Mireo, es una unidad eléctrica múltiple regional y de cercanías, desarrollada por Siemens Mobility. Ha sido seleccionado para sustituir a la serie Desiro, y cuenta con una velocidad máxima homologada de 160 km/h, aunque por diseño puede llegar a los 200 km/h. Entró en servicio en 2020.
Actualmente, es operado por 10 compañías, y está homologado en varias regiones europeas. El modelo, se fabrica en diferentes variantes: H, B y Smart.

## Historia
Siemens Mobility presentó por primera vez su nuevo tren regional Mireo en la feria "InnoTrans" de 2016. El primer pedido llegó en febrero de 2017, cuando DB Regio encargó 24 trenes de tres vagones. 
El primer tren se completó en junio de 2018 y los primeros trenes entraron en servicio en junio de 2020. En agosto de 2019, NV Baden-Württemberg adquirió 20 unidades.
A finales de 2020, se habían encargado más de 180 trenes Mireo. En noviembre de 2020, se introdujo la versión Smart de tres vagones, y poco tiempo después, la versión B.
En estos momentos, Siemens Mobility está trabajando con la empresa canadiense Ballard Power Systems para desarrollar una variante que genere la electricidad necesaria a partir de hidrógeno, utilizando un sistema de pila de combustible.

## Operadores
El operador más destacado es DB Regio con 117 unidades en servicio, seguido de cerca por Trans Regio-Transdev con más de 100 trenes operativos. Otros operadores (con unidades en servicio o pedidos) son Go-Ahead Deutschland, MJBA y ÖBB-Postbus.